# Round and Round (utwór muzyczny Tinkary Kovač)
Round and Round, także Spet – utwór słoweńskiej piosenkarki i flecistki Tinkary Kovač wydany w 2014. Piosenkę napisali Kovač, Hannah Mancini, Tina Piš i Raay.
W 2014 utwór „Spet” zwyciężył w finale programu EMA. Po finale eliminacji Kovać nagrała anglojęzyczną wersję utworu – „Round and Round”, z którą reprezentowała Słowenię w 59. Konkursie Piosenki Eurowizji i zajęła 25. miejsce w finale.

## Lista utworów
CD Maxi-Single
1. „Round and Round” (Eurovision Longer Slovenian/English Version) – 3:16
2. „Spet” (Longer Slovenian Version) – 3:16
3. „Round and Round” - International (Longer Slovenian/Italian/English Version) – 3:16
4. „Round and Round” (English Version) – 3:00
5. „Round and Round” (Eurovision Karaoke Version) – 3:00
6. „Round and Round” (Eurovision Intrumental Version) – 3:00
7. „Spet” (Longer Karaoke Version) – 3:16
8. „Round and Round” (International Longer Karaoke Version) – 3:16
9. „Round and Round” (International F*G*Pella Edit) – 3:16
10. „Round and Round” (Teledysk)